# Aumur
Aumur és un municipi francès situat al departament del Jura i a la regió de Borgonya - Franc Comtat. L'any 2007 tenia 360 habitants.

## Demografia

### Població
El 2007 la població de fet d'Aumur era de 360 persones. Hi havia 140 famílies de les quals 28 eren unipersonals (4 homes vivint sols i 24 dones vivint soles), 52 parelles sense fills, 52 parelles amb fills i 8 famílies monoparentals amb fills.
La població ha evolucionat segons el següent gràfic:
Habitants censats

### Habitatges
El 2007 hi havia 154 habitatges, 142 eren l'habitatge principal de la família, 3 eren segones residències i 9 estaven desocupats. 149 eren cases i 4 eren apartaments. Dels 142 habitatges principals, 130 estaven ocupats pels seus propietaris i 12 estaven llogats i ocupats pels llogaters; 1 tenia dues cambres, 9 en tenien tres, 40 en tenien quatre i 92 en tenien cinc o més. 109 habitatges disposaven pel capbaix d'una plaça de pàrquing. A 59 habitatges hi havia un automòbil i a 78 n'hi havia dos o més.

### Piràmide de població
La piràmide de població per edats i sexe el 2009 era:
| Homes | Edats   | Dones |
| ----- | ------- | ----- |
| 0     | 95 o +  | 0     |
| 0     | 90 a 94 | 0     |
| 0     | 85 a 89 | 4     |
| 4     | 80 a 84 | 0     |
| 4     | 75 a 79 | 8     |
| 20    | 70 a 74 | 8     |
| 0     | 65 a 69 | 4     |
| 12    | 60 a 64 | 8     |
| 4     | 55 a 59 | 12    |
| 24    | 50 a 54 | 20    |
| 12    | 45 a 49 | 24    |
| 4     | 40 a 44 | 8     |
| 12    | 35 a 39 | 4     |
| 12    | 30 a 34 | 16    |
| 12    | 25 a 29 | 4     |
| 8     | 20 a 24 | 16    |
| 12    | 15 a 19 | 4     |
| 16    | 10 a 14 | 0     |
| 8     | 5 a 9   | 12    |
| 16    | 0 a 4   | 12    |

## Economia

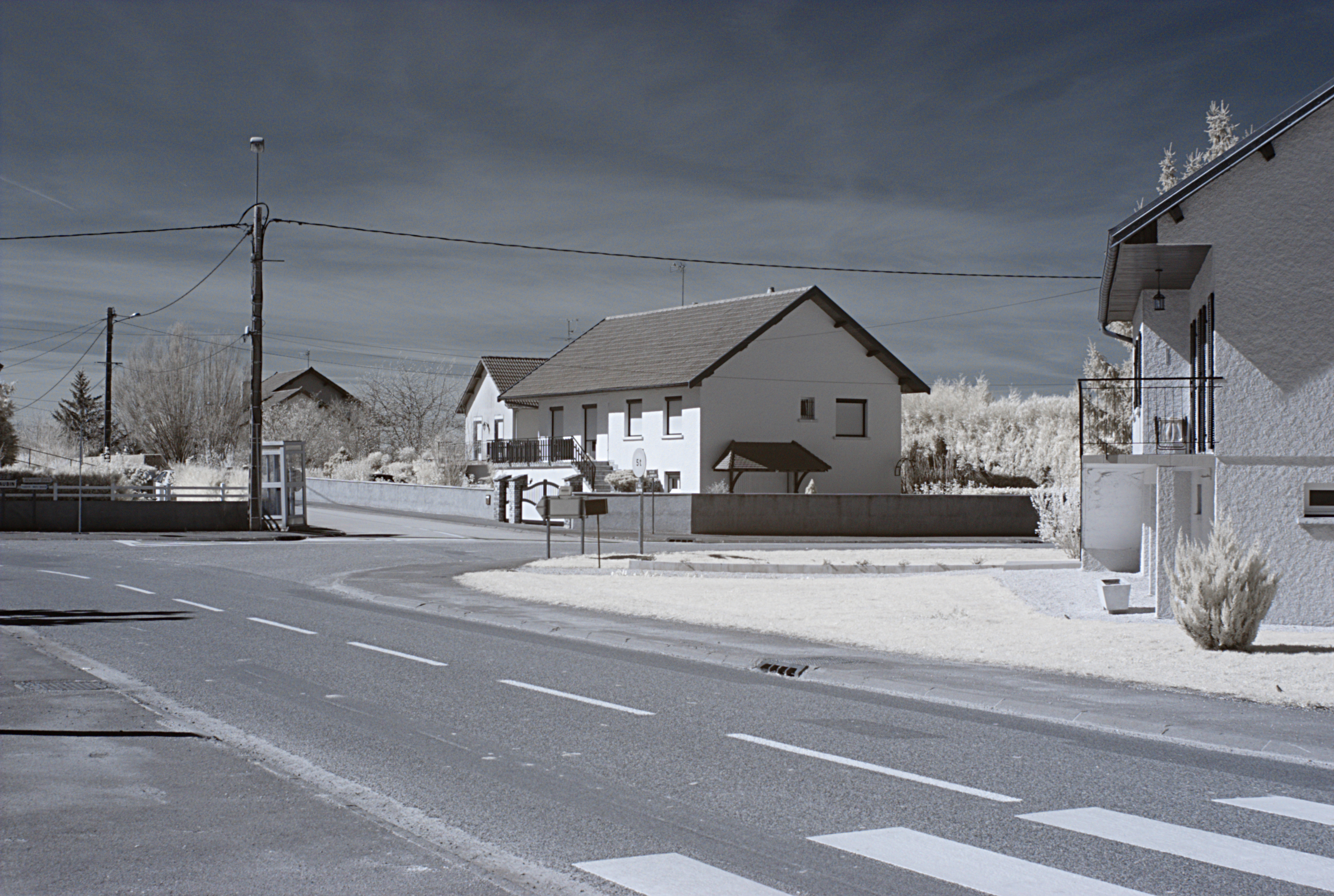
Carrer del Centre en infraroig

El 2007 la població en edat de treballar era de 219 persones, 157 eren actives i 62 eren inactives. De les 157 persones actives 143 estaven ocupades (75 homes i 68 dones) i 14 estaven aturades (7 homes i 7 dones). De les 62 persones inactives 23 estaven jubilades, 9 estaven estudiant i 30 estaven classificades com a «altres inactius».

### Ingressos
El 2009 a Aumur hi havia 147 unitats fiscals que integraven 374 persones, la mediana anual d'ingressos fiscals per persona era de 17.357 €.

### Activitats econòmiques
Dels 4 establiments que hi havia el 2007, 1 era d'una empresa extractiva, 1 d'una empresa de construcció, 1 d'una empresa de comerç i reparació d'automòbils i 1 d'una empresa de transport.
L'únic servei als particulars que hi havia el 2009 era un electricista.
L'any 2000 a Aumur hi havia 6 explotacions agrícoles.

## Poblacions més properes
El següent diagrama mostra les poblacions més properes.